# Аугсбургско изповедание
Аугсбургското изповедание (на латински: Confessio Augustana, на немски: Augsburger Bekenntnis) е първият изповеден документ, като теологична норма, на лутераните. 
Той е разработен от Филип Меланхтон, с участието на Георг Спалатин, и одобрен от Мартин Лутер като изявление на изповеданието на вярата на Лутеранската църква. Документът е представен на Карл V в Райхстага в Аугсбург на 25 юни 1530 г., който е останал в историята като Аугсбургски Райхстаг. Католиците отговориха, като написаха папско опровержение (Confutatio Pontificio), а Константинополският патриарх Йеремия II отговаря от името на православните през 1570-е години.
В отговор на опровержението (Confutatio), впоследствие е написана Апология на Аугсбургското изповедание.